# 球尾海灣無鰭鰩
球尾海灣無鰭鰩（学名：Sinobatis bulbicauda），為軟骨魚綱鰩目無鰭鰩科的一種。分布於印度西太平洋澳洲鯊魚灣至印尼海域，深度150至1125公尺，本魚呈梨形，吻尖，眼眶寬度為嘴寬的5.2-7.8倍，眼睛相對較大，尾巴短，身體皮膚平滑，無乳突，腹鰭前葉基部相當寬，成魚每顎有20-28排牙齒，體上表面顏色淺粉紅棕色，腹面均勻蒼白，體長可達43.3公分，棲息在大陸坡沙泥底質海域，為深海底棲性魚類，屬肉食性，生活習性不明。